# Бетенфелд
Бетенфелд (њем. Bettenfeld) општина је у њемачкој савезној држави Рајна-Палатинат. Једно је од 107 општинских средишта округа Бернкастел-Витлих. Према процјени из 2010. у општини је живјело 656 становника. Посједује регионалну шифру (AGS) 7231009.

## Географски и демографски подаци
Бетенфелд се налази у савезној држави Рајна-Палатинат у округу Бернкастел-Витлих. Општина се налази на надморској висини од 465 метара. Површина општине износи 17,3 km².

## Становништво
У самом мјесту је, према процјени из 2010. године, живјело 656 становника. Просјечна густина становништва износи 38 становника/km².